# Lugares comunes
Lugares comunes és una pel·lícula de 2002 del director argentí Adolfo Aristarain. Està basada en la novel·la El renacimiento del seu cosí Lorenzo F. Aristarain, i compta amb un guió adaptat per Adolfo Aristarain i Kathy Saavedra.
Lugares comunes és una pel·lícula sobre l'amor, sobre l'envelliment, sobre la família, sobre els ideals polítics i, per sobre de tot, un homenatge al personatge de Liliana, dona del protagonista.

## Descripció de la història
És la història de Fernando Robles (Federico Luppi), un veterà professor de literatura, i Liliana Rovira (Mercè Sampietro), la seva dona, espanyola, que treballa com a assistent social en barris marginals de Buenos Aires; tots dos volguts i respectats pel seu entorn i amics, vivint junts i feliços. No obstant això, aquesta tranquil·litat es veurà afectada per la jubilació anticipada que rep Fernando, a causa de la crisi al país. Això els obligarà a replantejar-se la seva situació i potser a demanar ajuda al seu fill (Pedro), emigrat a Espanya, que ha prosperat i s'ha aburgesat, abandonant la seva vocació literària per a dedicar-se a la informàtica. Aquesta relació amb el fill té aspectes traumàtics, ja que la seva vida simbolitza tot allò que Fernando i Liliana, molt d'esquerres, van repudiar sempre.
Recolzats en el seu amic de tota la vida, Carlos Solla (Arturo Puig), un advocat de cert prestigi, Fernando i Liliana prenen la decisió de traslladar-se a viure a una chacra a la província de Córdoba (Argentina), venent el seu departament, posant així fi als seus problemes econòmics i iniciant una nova vida. En el viatge al camp es fan il·lusions de continuar sent feliços vivint amb més austeritat, però l'experiència resultarà més amarga del que es preveu.

## Repartiment
- Federico Luppi...Fernando Robles
- Mercè Sampietro...Liliana Rovira
- Arturo Puig...Carlos Solla
- Carlos Santamaría...Pedro Robles
- Valentina Bassi...Natacha
- Claudio Rissi...Demedio
- Osvaldo Santoro…Rector
- José Luis Alfonzo
- Yael Barnatán...Fabiana
- Graciela Tenenbaum
- María Fiorentino...Tutti Tudela
- Pepe Soriano…Vendedor de la chacra
- Florencia Merlo...Esposa de Demedio
- Patricia Pan...Hija de Demedio
- Micaela González...Hija de Demedio
- Lucas Ligorría...Hijo de Demedio
- Javier Ortiz...Hijo de Pedro
- Guillermo Ayuso...Hijo de Pedro

## Premis
- Premis Goya: Millor interpretació femenina protagonista, Mercè Sampietro; i Millor guió adaptat.[4]
- Festival Internacional de Cinema de Sant Sebastià 2002 - Conquilla de Plata a la millor actriu per Mercedes Sampietro.[5]
- Festival Internacional de Cinema de Sant Sebastià 2002 - Premi del jurat al Millor guió - Adolfo Aristarain i Kathy Saavedra.
- Fotogramas de Plata 2002 a la millor actriu per Mercè Sampietro (nominada).
- 47a edició dels Premis Sant Jordi de Cinematografia: millor actriu Mercè Sampietro[6]
- Medalla del Cercle d'Escriptors Cinematogràfics a la millor actriu per Mercè Sampietro.[7]
- XII Premis de la Unión de Actores: Millor actriu protagonista.[8]